# Hile de Lòcrida
Hile (en grec antic Ὕλη, en llatí Hyle) era una ciutat de la Lòcrida Ozòlia que menciona Esteve de Bizanci, i que potser hauria donat nom al riu Hylaethos (Hilaethus).
Tucídides esmenta un poble de la Lòcrida anomenat Hyaei (Ὑαῖοι) que podria ser una deformació de Hylaei, però Esteve de Bizanci dona el nom d'una ciutat (Hyaea) i com a gentilici Hyaeus, el que sembla establir que hi hauria una Hile (Hyle) i una Hies (Hyaea, grec Ὑαία).